# 吉雅·坎切利
吉雅·坎切利（羅馬化：Giya Kancheli，1935年8月10日—2019年10月2日）是格鲁吉亚作曲家。著名作品包括1977年创作的单乐章交响曲《第五交响曲》等。

## 生平
1935年出生于第比利斯。1959年至1963年在第比利斯音乐学院跟随约翰·图斯基亚学习作曲。1991年苏联解体后，他移居柏林，1995年搬到比利时安特卫普，成为弗拉芒皇家爱乐乐团（现安特卫普交响乐团）的作曲家。
2019年10月2日去世。